# Organectomy
Organectomy je novozélandská slam death metalová skupina z města Christchurch. Byla založena v roce 2010 jako sólový projekt zpěváka Tylera Jordana, ale nakonec se rozrostla až do pětičlenné sestavy. Debutové studiové album Domain of the Wretched vyšlo v prosinci 2017 vlastním nákladem. Další dvě alba již vyšla pod hlavičkou amerického nezávislého vydavatelství Unique Leader Records, které v roce 2018 znovuvydalo i jejich debutovou desku. K roku 2024 kapela vydala celkem tři řadové desky (Domain of the Wretched, Existential Disconnect a Nail Below Nail), jedno minialbum (At the Mercy of the Divine) a několik singlů. Na kontě má taktéž koncertní turné po evropském i severomerickém kontinentě.

## Hudební styl a texty
Hudebním stylem Organectomy je slam death metal, ale obsahuje také elementy z old school, technického a melodického death metalu. 
Jejich texty se zaměřují na gore, nemoci a mučení.

## Sestava

### Současní členové
- Alex Paul – vokály (2010–současnost)
- Tyler Jordan – kytara (2015–současnost)
- Sam McRobert – baskytara (2017–současnost)
- Levi Sheehan – bicí (2018–současnost)
- Matthew Bolch – kytara (2019–současnost)

### Bývalí členové
- Hayden Corles – baskytara (2010)
- Liam Owers – baskytara (2010-2011)
- Jae Hulbert – bicí (2010-2018)
- Isaac Pomeroy – kytara (2010-2012)
- Daniel Hames – kytara (2010-2013, 2015-2016), doprovodný zpěv (2015-2016)
- Adam Barker-Bridge – baskytara (2011)
- Vin Michington – baskytara (2012-2013)
- Ashton Moore – kytara (2016-2019)

## Diskografie
Dema
- 2011 Promo (2011)
- Impale the Bitch (2011)
- 2015 Promo (2015)

Studiová alba
- Domain of the Wretched (2017)
- Existential Disconnect (2019)
- Nail Below Nail (2022)

EP
- At the Mercy of the Divine (2014)

Kompilační alba
- 2015 Promo / At The Mercy of the Divine (2017) – CD kompilace složená z minialba At the Mercy of the Divine a demo/promonahrávky 2015 Promo

Singly
- Septic Uterovaginal Putrefaction (2010)
- Beckoning the Horrors of the Depths (2017)
- Tracheal Hanging (2024)[1]
- Corpsethrone (2024)